# Pelageja Danilova
Pelageja Aleksandrovna Danilova (in russo Пелагея Александровна Данилова?; 4 maggio 1918 – San Pietroburgo, 31 luglio 2001) è stata una ginnasta sovietica, dal 1991 russa.

## Palmarès

### Olimpiadi
- Oro a Helsinki 1952 nel concorso a squadre.
- Argento a Helsinki 1952 negli attrezzi a squadre.

### Mondiali
- Oro a Roma 1954 nel concorso a squadre.